# 正米商
正米商（しょうまいあきない）とは、江戸時代に行われた米取引の形態である。

## 概要
正米商はその名の通り、正米（現物米穀）を取引するものである。
ただし、当時の日本最大の米取引所である大坂の堂島米会所では米切手を現銀にて取引する形態が取られていた。米切手は追出しが30日以内と定められていたため、現物取引に近いものとみなされていた。
正米商は正米市場において原則100石単位（例外的に「端物」として10石単位）にて行われ、実際の取引は米問屋などから依頼を受けた仲買人が行った。『堂島米相場習慣法旧記』には「正米商仕法」について「正米は米性の善悪、内実の多寡を見定め、時々直立を以て売買する」と記されている。米問屋は仲買人から入手した米切手を蔵屋敷にて呈示して正米を受け取り、各方面に販売した。
後に、米切手は投機目的で取引されるようになり、建物米の米切手を対象とした帳合米商や石建米商が米取引における主流となっていった。